# Overclocked: stories of the future present
Overclocked: Stories of the Future Present (Overclock: histórias do futuro presente) é uma coleção de contos e novelas de ficção científica publicados por Cory Doctorow. Esta é a segunda coleção publicada de Doctorow, seguindo A Place So Foreign and Eight More. Cada história inclui uma introdução do autor.

## Resumo
Na coleção de novelas de Cory Doctorow, ele possui experiência em tecnologia e computação para nos fornecer histórias de ficção científica que exploram as possibilidades da tecnologia da informação e seus diversos usos. "Anda's Game" é uma reviravolta no novo fenômeno bizarro de "cybersweatshops", no qual as pessoas recebem salários muito baixos para jogar online todos os dias, a fim de gerar riqueza no jogo, que pode ser convertida em dinheiro real.
Outra história conta sobre as heróicas façanhas dos "administradores de sistemas" - administradores de sistemas - enquanto eles defendem o mundo cibernético e, portanto, o mundo em geral, de minhocas e armas biológicas. Há uma história sobre zumbis.